# 扬州慢·淮左名都
《扬州慢》，南宋词人姜夔的词作，写于宋孝宗淳熙丙申（1176年）。
扬州慢为南宋词人姜夔自创的词牌，双调九十八字，其中上片50字，下片48字。

## 诗词原文
|  | 淮左名都，竹西佳处，解鞍少驻初程。 过春风十里，尽荠麦青青。 自胡马窥江去后，废池乔木，犹厌言兵。 渐黄昏、清角吹寒，都在空城。 杜郎俊赏，算而今、重到须惊。 纵豆蔻词工，青楼梦好，难赋深情。 二十四桥仍在，波心荡冷月无声。 念桥边红药，年年知为谁生。 |

## 背景
宋孝宗淳熙丙申（1176年），姜夔21岁，经过位于江北的扬州。当时离开绍兴三十年完颜亮南侵已有16年之久，眼前仍是一片人迹罕至、巷陌凄凉、废池乔木、戍角悲吟的空寂萧索景象，引发词人强烈的“黍离”之悲。